# Списак партизанских одреда из Црне Горе
Партизански одреди формирани на територији Црне Горе били су део Народноослободилачке војске и партизанских одреда Југославије, који су се током Народноослободилачког рата, од јула 1941. до маја 1945. године, борили против окупатора и његових сарадника. Њима је командовао Главни штаб НОВ и ПО Црне Горе, а по потреби и Врховни штаб НОВ и ПОЈ.
Први партизански одреди на територији Црне Горе почели су се формирати од августа до децембра 1941. године. На војно-политичком саветовању у Столицама, одржаном септембра 1941. године, руководство Народноослободилачког покрета је јасно дефинисало организацију партизанских одреда.
У току Народноослободилачког рата на територији Црне Горе формирано је преко петнаест партизанских одреда, а највећи број њих формиран је током и после гушења Тринаестојулског устанка 1941. године. После Тринаестојулског устанка и Прве непријатељске офанзиве, децембра 1941. године, главнина партизанских одреда из Црне Горе повукла се у Санџак, па потом у источну Босну, где су ови одреди чинили основу за стварање првих партизанских бригада.
Током 1942. и 1943. године, већина одреда била је у саставу црногорских пролетерских бригада које су се претежито бориле по Босни и Херцеговини, док су у Црној Гори, услед кризе устанка, многи одреди били расформирани. Крајем 1943. и почетком 1944. године, долази до поновног оснивања многих партизанских одреда. После ослобођења Црне Горе, крајем 1944. године, партизански одреди су расформирани, а њихово људство је или упућивано у састав других јединица НОВЈ или КНОЈ-а или демобилисано.

## Списак партизанских одреда у Црној Гори
| одред                                | датум формирања        | место формирања                     | командант        | политички комесар |
| ------------------------------------ | ---------------------- | ----------------------------------- | ---------------- | ----------------- |
| Одред „Бијели Павле“                 | 29. новембар 1941.     | Бјелопавлићи                        |                  |                   |
| Бјелопољски одред                    | фебруар 1942.          | рејон Бијелог Поља                  |                  |                   |
| Дурмиторски одред                    | 11. новембар 1941.     | срез Шавника и Никшића              | Момчило Полексић |                   |
| Зетски одред                         | 8. август 1941.        | околина Подгорице                   |                  |                   |
| Колашински одред                     | 3. фебруар 1944.       | рејон Колашина                      |                  |                   |
| Комски одред                         | 11. новембар 1941.     | срез Колашина, Андријевице и Берана |                  |                   |
| Ловћенски одред                      | половина октобра 1941. | рејон Ловћена                       |                  |                   |
| Никшићки одред                       | 29. новембар 1941.     | срез Никшића                        |                  |                   |
| Пљеваљски одред                      | 20. фебруар 1942.      | околина Пљеваља                     |                  |                   |
| Прибојски одред                      | крајем октобра 1943.   | рејон Прибоја                       |                  |                   |
| Пријепољски одред                    | крајем октобра 1943.   | Санџак                              |                  |                   |
| Партизански одред „Радомир Митровић“ | средина фебруара 1942. | рејон Колашина                      |                  |                   |
| Први санџачки одред                  | 9. октобар 1944.       | Санџак                              |                  |                   |
| Други санџачки одред                 | 9. октобар 1944.       | Санџак                              |                  |                   |
| Трећи санџачки одред                 | 9. октобар 1944.       | Санџак                              |                  |                   |
| Црногорски одред                     | 15. новембар 1941.     | Санџак                              | Арсо Јовановић   | Бајо Секулић, нх  |
| Црногорско-санџачки одред            | 21. децембар 1941.     | Санџак                              |                  |                   |